# Sodniško žezlo teharskega sodnika
Sodniško žezlo teharskega sodnika je sodniško žezlo teharske plemiške občine, ki je bilo v rabi od 17. stoletja do leta 1849. Izdelano je iz posrebrenega bakra, okrašeno pa je z medeninastim okrasjem. Dolgo je 59 cm. Izvor žezla sicer ni povsem gotov, saj na žezlu ni nobenih razpoznavnih znakov, ki bi ga povezovali s teharsko občino, zato tudi ne gre povsem izključiti možnosti, da je izvorno pripadal kakemu baročnemu kipcu Device Marije. Prevladuje pa domneva, da je pripadal sodnikom kmečkih plemičev iz Teharij, od koder naj bi leta 1889 prišlo v Pokrajinski muzej Celje. Tem so bili grofje Celjski, morda pa že grofje Vovbrški, podelili svoboščine, ki sta jih kasneje potrdila tudi cesarja Ferdinand I., leta 1537, ter Franc II., leta 1792. Med te pravice je sodila pravica voliti lastnega sodina, imenovanega Schöppe ali šepe, ter štiri njegove prisednike. Ti so izvrševali nižje sodstvo v Teharjah, pritožbeno instanco pa je predstavljal vicedom v Celju. Ta je vsako leto novoizvoljenemu sodinu izročil žezlo, za katerega je sodin plačal en dukat. Hkrati je vicedom preveril tudi usposobljenost sodina, ki je po naravi svoje službe in določbi urbarja teharske skupnosti moral biti pismen. Med branjem sodbe je sodin, kot simbol svoje avtoritete, v desni roki držal meč, v levi pa žezlo. Žezlo se je najverjetneje uporabljalo do ukinitve Teharske plemiške občine leta 1849.
Sodniško žezlo, oziroma sodniška palica, je bil najpomembnejši simbol sodniške avtoritete. Razvila naj bi se iz oporne palice potujočega sodnika. V 16. in 17. stoletju so se iz navadnih lesenih palic razvile v bogato okrašena žezla, narejena iz dragih kovin ali vsaj posrebrena. Dodano jim je bilo tudi okrasje v obliki listov, lilij, grbov, podob svetnikov ipd.  Constitutio Criminalis Carolina je celo določala, da mora sodnik ves čas trajanja postopka, sedeč v dostojanstveni drži, držati v roki sodniško palico ali sodniški meč (82. § CCC). Tudi Janez Vajkard Valvasor poroča, da je deželni upravitelj, kadar je sodil mesto deželnega glavarja na ograjnem sodišču (t.i. deželni pravdi), vedno držal v rokah sodno palico. Enako je veljalo za župane Slovenske marke in Istre, preden so bili s strani cesarja Maksimilijana I. in kralja Ferdinanda I. podvrženi kranjskemu ograjnemu sodišču. Na tem mestu je treba opozoriti še na nedoslednost terminologije – sopomenka izrazu sodniško žezlo je sodniška palica (na kar se Valvasor tudi nanaša). Izraz »sodna palica« pa označuje palico, ki je bila po stari šegi, ki je menda prišla v naše kraje iz Anglije v 15. stoletju, prelomljena nad glavo na smrt obsojenega, ter njeni kosi vrženi obsojenemu pod noge. Ta običaj je omenjala še Constitutio Criminalis Theresiana (43. člen, 2.§, četrtič, CCT) in ga dopuščala tam, kjer je bil še v navadi.